# Nenad Cvetković
Nenad Cvetković (serbisch-kyrillisch Ненад Цветковић; * 6. Januar 1996 in Užice) ist ein serbischer Fußballspieler.

## Karriere

### Verein
Cvetković begann seine Karriere beim FK Roter Stern Belgrad. Zur Saison 2014/15 wurde er an den Drittligisten FK Rakovica verliehen. Zur Saison 2015/16 wurde er an den FK Radnički Belgrad weiterverliehen. Im Januar 2016 verließ er Roter Stern dann endgültig und wechselte zum Zweitligisten FK Zemun. Bis zum Ende der Spielzeit kam er zu zwölf Einsätzen in der Prva Liga. In der Saison 2016/17 absolvierte er 23 Zweitligaspiele, mit Zemun stieg er zu Saisonende in die SuperLiga auf. In seiner ersten Saison im Oberhaus kam er zu 30 Einsätzen. In der Saison 2018/19 absolvierte er 16 Spiele in der SuperLiga, aus der er mit Zemun allerdings abstieg.
Cvetković blieb der Liga aber erhalten und wechselte zur Saison 2019/20 zum FK Voždovac. Für Voždovac kam er 21 Mal in der höchsten Spielklasse zum Zug. Zur Saison 2020/21 wechselte der Verteidiger nach Israel zu MS Aschdod. In der Saison 2020/21 absolvierte er 33 Spiele in der Ligat ha’Al. In der Saison 2021/22 kam er 26 Mal zum Einsatz. In der Saison 2022/23 spielte er 32 Mal im israelischen Oberhaus.
Zur Saison 2023/24 wechselte Cvetković nach Österreich zum SK Rapid Wien, bei dem er einen bis Juni 2026 laufenden Vertrag erhielt.

### Nationalmannschaft
Cvetković spielte 2017 zweimal für die serbische U-21-Auswahl.